# Rencontres
Pour plus de détails, voir Fiche technique et Distribution.
Rencontres est un film franco-italien réalisé par Philippe Agostini, sorti en 1962.

## Synopsis
Carl Krasner, pianiste réputé, a eu une main mutilée accidentellement. Il vit dans une somptueuse demeure en bord de mer, gouvernée par Inès. Il s'adonne à la plongée et au jeu, tout en désespérant de pouvoir se produire de nouveau en virtuose et pousse donc sa jeune sœur Laurence à occuper le devant de la scène. Pendant ce temps, son épouse Bella rencontre Ralph, un journaliste vivant avec Micky à bord d'un bateau, venu dans la région pour interviewer Carl.

## Fiche technique
- Titre français : Rencontres
- Réalisation : Philippe Agostini
- Scénario : Philippe Agostini, Bertram L. Lonsdale et Odette Joyeux
- Photographie : Jacques Lemare et Jacques Robin
- Musique : Marcel Stern
- Pays de production :  France,  Italie
- Tournage : du 5 juillet au 24 août 1961
- Format : Noir et blanc
- Genre : Comédie dramatique
- Durée : 102 minutes
- Date de sortie : 
  - France : 16 février 1962
  - Italie : 1er septembre 1962

## Distribution
- Michèle Morgan : Bella Krasner
- Gabriele Ferzetti (VF : Roland Menard)  : Ralph Scaffari
- Pierre Brasseur : Carl Krasner
- Diana Gregor  (VF : Martine Sarcey) : Laurence Krasner
- Jacques Morel : David
- Nico Pepe : José
- Véronique Vendell : Micky
- Monique Mélinand : Inès